# Cielos Airlines
Cielos Airlines, voorheen bekend als Cielos del Peru is een Peruviaanse vrachtluchtvaartmaatschappij. De thuishaven van de maatschappij is gelegen in Callao, Lima. De thuisbasis is Jorge Chávez International Airport, Lima.

## Geschiedenis
Cielos Airlines is opgericht in 1997 en begon met vliegen in 1998. De maatschappij is nu in handen van Alfonso Conrado Rey (70%), Francisco Berniwson (15%) en Manuel Eduardo Francesqui Navarro (15%).
Cielos Airlines begon te vliegen met een enkele Boeing 707 en een geleasede McDonnell Douglas MD-11. De vloot groeide uit tot een totaal van acht vliegtuigen eind 2006.

## Vloot
De vloot van Cielos Arilines bestaat uit: (april 2009)
- 8 McDonnell Douglas DC-10-30F[3]